# Derringer
En derringer er en lille håndholdt pistol som blandt andet blev brugt af John Wilkes Booth, manden der dræbte USAs 16. præsident Abraham Lincoln. En derringer er en pistol med 1 skud, og en lillebitte knivspids i enden af  løbet.